# 李广益
李广益（1965年—），汉族，中国天津市人，现任天津泰达足球俱乐部有限公司总经理。

## 简历
李广益历任天津开发区信息咨询中心信息部主任、天津开发区泰达实业公司副经理、中奥体育公司总经理助理，天津泰达股份有限公司副总经理。2007年7月，任天津泰达足球俱乐部有限公司总经理，2015年11月23日离任。2021年12月，因涉嫌严重违法，接受监察调查。